# سه‌گانه کاتالیزگر
[[File:Catalytic triad of TEV protease.png|thumb|360px|The enzyme TEV protease contains an example of a catalytic triad of residues (red) in its active site. The triad consists of an aspartate (acid), histidine (base) and serine (nucleophile). The substrate (black) is bound by the binding site to orient it next to the triad. پی‌دی‌بی 1lvm]
سه‌گانه‌های کاتالیزگر در واقع یک ست از سه امینواسید در موقعیت‌های به خصوصی می‌باشد که که درون جایگاه فعال برخی از آنزیمها قابل مشاهده است. این سه گاه‌های کاتالیزگر بیشتر در آنزیمهایی چون هیدرولازها و ترانسفرازها یافت می‌شوند. (مثل پروتئاز، آمیداز، استراز، استیلاز و بتالاکتامازها). یک سه‌گانهی اسید-باز-نوکلئوفیل در واقع موتیفی معمول برای ایجاد ریشه نوکلئوفیلی در جهت کاتالیز کوالانسی است. ریشه‌ها تشکیل یک شبکه انتقال بار را برای قطبی نمودن و فعال کردن نوکلئوفیل ایجاد می‌کنند که به سوبسترا حمله کرده و تشکیل یک حدواسط کوالانسی را می‌دهد که پس از آن هیدرولیز شده تا دوباره آنزیم آزاد و محصول را ایجاد کند. آمینواسید نوکلئوفیل اکثراً به صورت معمول یک سرین یا سیستئین است ولی گاهی ترئونین یا حتی سلنوسیستئین نیز نقش نوکلئوفیلی را ایفا می‌کند. ساختار سه بعدی آنزیم این سه آمینو اسید را با چینش دقیقی در کنار هم قرار می‌دهد با اینکه از لحاظ فاصله در توالی آمینو اسیدی (ساختار اولیه) ممکن است چند صد یا چندین هزار باز از هم دور باشند.